# Saint-Jean-de-Paracol
Saint-Jean-de-Paracol är en kommun i departementet Aude i regionen Occitanien  i södra Frankrike. Kommunen ligger  i kantonen Chalabre som ligger i arrondissementet Limoux. År 2022 hade Saint-Jean-de-Paracol 137 invånare.

## Befolkningsutveckling
Antalet invånare i kommunen Saint-Jean-de-Paracol
Referens: INSEE